# Église catholique en Suède
L'Eglise catholique en Suède (en suédois : « katolska kyrkan i Sverige ») est présente par un unique diocèse dont le territoire correspond à l'ensemble du pays : le diocèse de Stockholm.
Le diocèse de Stockholm rassemble 45 paroisses.
L'évêque du diocèse de Stockholm est membre de la conférence épiscopale de Scandinavie.
L'Église catholique est autorisée par l'alinéa 6 de l'article 1 du chapitre 2 de la Constitution de la Suède de 1974,,, : « Tout citoyen jouit de la liberté de pratiquer sa religion individuellement ou collectivement ». Depuis janvier 2000, la Suède n'a plus de religions d'État ni officielles.
L'Église catholique est une communauté religieuse minoritaire en Suède.

## Histoire

### Vicariat apostolique des missions nordiques (829 - 1104)
L'histoire de l'Église catholique en Suède commence en l'an 829, quand le missionnaire franc Anschaire de Brême vient deux fois à Birka annoncer l'évangile en Suède qui a pour religion le paganisme (voir : Religion nordique ancienne).
En 1008, le roi de Suède, Olof Skötkonung reçoit le baptême. Son fils Anund Jacob (1022-1050) contribue à l’évangélisation de la Suède. C'est la fin de l'âge des Vikings.
Le premier des sept diocèses catholiques de Suède, le diocèse de Skara est érigé en 1014, puis suivront ceux de Lund (1060), Linköping (1129), Strängnäs (1129), Uppsala (1154), Växjö (1163), et enfin Västerås (1164).
Vers la fin du XIe siècle, la religion chrétienne s'est implantée sur les bords du lac Mälar et dans la région d'Uppsala, centre politique et religieux du royaume.

### Province ecclésiastique de Lund (1104 - 1164)
Au début du XIIe siècle, les villes de Sigtuna ou Linköping construisent leurs premières églises. En 1153, l'évêque Henri d'Uppsala est désigné comme archevêque d'Uppsala, mais l'Église indépendante de la Suède ne put être établie qu'à la fin de la guerre civile, en 1164. Le 18 mai 1160, le roi Éric IX de Suède est assassiné par le prince danois Magnus II de Suède. Le roi est appelé « Saint Eric » après sa canonisation par le pape Alexandre III en 1170.

### Province ecclésiastique d'Uppsala (1164 - 1523)
En 1164, Stefan devient le premier archevêque d'Uppsala.
En 1350, l'intendante de Suède, Brigitte de Suède s'installe à Rome où elle meurt le 23 juillet 1373. Elle est canonisée en 1391, puis proclamée en 1999 co-patronne de l'Europe.
En 1513, le roi du Danemark et de Suède, Jean Ier meurt et son fils Christian II, lui succède, mais le régent suédois Sten Sture le Jeune refuse de le reconnaître roi de Suède. En 1515, l'archevêque d'Uppsala, Mgr Gustave Trolle, prenant parti pour le roi Christian II est assiégé dans le manoir des archevêques d’Almarestäket par Sten Sture. Pendant l’hiver 1517, Mgr Trolle s'enfuit au Danemark auprès du roi Christian II.
En 1518, le roi Christian II commence la conquête de la Suède qui s'achève le 3 février 1520 avec la mort de Sten Sture. Le 4 novembre 1520, Christian II est sacré roi de Suède par Mgr Trolle dans la cathédrale de Stockholm. Le roi Christian II nomme Mgr Trolle gouverneur de Suède. Le tribunal présidé par Mgr Trolle déclare coupable d'hérésie les partisans de Sten Sture. Du 4 au 10 novembre 1520, 88 personnes sont exécutées dont le seigneur du château de Rydboholm, Erik Johansson Vasa, le père de Gustav Vasa qui est emprisonné. En janvier 1521, après s’être évadé, Gustav Vasa lance la guerre de libération qui chasse de Suède le roi en août 1521. Le 23 août 1521, Gustav Vasa est élu régent de Suède. En septembre 1521, Mgr Trolle fuit à son tour au Danemark.
Le roi et l'archevêque tenteront sans succès de conquérir la Norvège.

### Réforme protestante (1523 - 1599)
En 1523, Gustav Vasa rencontre le luthérien Laurentius Andreae qui le convertit au protestantisme. Le pasteur luthérien Olaus Petri prêche « hardiment » la doctrine luthérienne dans la cathédrale de Strängnäs.
Le 6 juin 1523, l'expulsion des Danois de Stockholm achève la guerre de libération, Gustav Vasa abjure la foi catholique pour prendre la foi luthérienne et est élu roi de Suède.
L'évêque catholique de Västerås, Petrus Jacobi Guti (Sunnanväder) est remplacé par un protestant, Petrus Magni.
En 1524, l'archevêque d'Uppsala, Mgr Trolle, qui a été déchu par le parlement suédois (Riksdag) est remplacé par le prêtre catholique Johannes Magnus. Le roi Gustav Vasa demande au pape Clément VII de confirmer la nomination, mais, dans un premier temps, il souhaite le retour de Mgr Trolle, puis un an plus tard, donne son accord.
En 1525, le pasteur luthérien Olaus Petri se marie, démontrant le consentement du roi Gustav Vasa à l'abolition du célibat de la prêtrise et violant l'interdiction du mariage des prêtres par l'Église catholique.
Le roi Gustav Vasa annonce son projet d'introduire la réforme en Suède (en). Il supprime la presse imprimée catholique en 1526 et prend deux tiers de la dîme de l’Église catholique, ce que désapprouve Magnus qui est envoyé en mission diplomatique en Russie.
En 1527, pour augmenter les revenus royaux, le roi Gustav Vasa nationalise les biens du clergé catholique (suppression des monastères, Réduction de Gustave Ier de Suède (en)). Les descendants des donateurs ont pu les récupérer gratuitement. Cela entraîne l’asphyxie économiques des monastères, puis leurs fermetures après l'interdiction qui leur a été faite d'accepter des novices.
Cependant, la sœur du roi, Anna, qui est religieuse à l'abbaye de Vadstena, bénéficie d’une exception : l'abbaye est autorisée à recevoir des novices après accord du roi. Les religieuses et religieux sont libres de rompre leurs vœux, de quitter l'abbaye et de se marier, comme l’abbesse Birgitta Botolfsdotter (Birgitta Botolfsdotter (en)).
À la suite de l'exil de son évêque Mgr Hans Brask (en), le diocèse catholique de Linköping est dissous, puis suivra celui de Skara (1529), Växjö (1530), Strängnäs et Lund (1536) et enfin Uppsala (1557).
Les catholiques se révoltent pour la première fois, sans succès. À chaque rébellion, il est question de problèmes religieux (bien que la charge fiscale de plus en plus lourde soit un problème beaucoup plus grave).
En 1528, le roi Gustav Vasa est sacré roi en la cathédrale d'Uppsala.
En 1529, le synode luthérien d'Örebro (en) tente de décourager sans les interdire, le rite catholique, le culte des saints et les pèlerinages qui sont déclarés comme symboliques. Les sermons des prêtres et des moines sont soumis au contrôle de l'État suédois.
La foi catholique demeure cependant très forte en Suède, Gustav décide donc d'aller doucement et de passer par l'éducation dans un premier temps, afin d'instaurer sa réforme.
L'abbaye d'Askeby (en) est fermée. Certaines de ses sœurs vont à l'abbaye de Vreta. Le diocèse catholique de Skara est dissous.
La saisie et la dégradation de l'ensemble des propriétés de l'Église provoquent la colère des catholiques ainsi que leurs protestations contre l'introduction du luthéranisme (Réforme de Suède (en)). Le peuple demande la restauration des anciennes coutumes catholiques. En avril 1529, l'huissier du roi à Nydala, dans le Småland, est assassiné. Peu après, le maire de Jönköping, Nils Arvidsson, enlève la sœur du roi, Margareta Vasa (en), mais elle est libérée et la rébellion est écrasée en juin 1529 avec l’exécution de deux chefs catholiques rebelles (voir Westrogothian rebellion (en))..
Le diocèse catholique de Växjö est dissous en 1530.
En 1531, lors du concile d'Uppsala, le roi Gustav Vasa propose de nommer le frère du pasteur Olaus Petri, le pasteur Laurentius Petri, comme archevêque luthérien d'Uppsala. Le 22 septembre 1531, Laurentius Petri est sacré archevêque selon le rite catholique par l'évêque luthérien de Västerås, Peder Månsson, sans consentement ni confirmation du pape. Plus tard dans l'année, Laurentius Petri épouse une fille du cousin du roi, Elisabeth Didriksdotter.
L’opposition restant forte, Gustav n'ose pas faire passer de réformes radicales.
En 1531, pour payer sa dette aux marchands de Lübeck, le roi Gustav Vasa réquisitionne les cloches des églises catholiques, provoquant un soulèvement des paysans où plusieurs furent tués (troisième Révolte des dalecarliens (en)). Plusieurs dirigeants catholiques rebelles sont exécutés au début 1534. Le dernier diocèse catholique, le diocèse catholique de Västerås est dissous.
Le père Magnus voyage jusqu'à Rome et est consacré archevêque d'Uppsala en 1533, pour finir par ne plus jamais rentrer en Suède.
En 1536, le synode luthérien d'Uppsala abolit le droit canonique et déclare l'Église de Suède officiellement luthérienne et indépendante de Rome. Le diocèse catholique de Strängnäs et Lund sont dissous.
En 1539, l'archevêque luthérien d'Uppsala, Laurentius Petri, signe la condamnation à mort de son frère, le pasteur Olaus Petri qui est gracié en 1542.
En mai 1540, la messe catholique et la vénération des saints sont interdites. Les moines catholiques ont interdiction de donner des sermons publics.
En 1542, une nouvelle révolte catholique est menée par un paysan, Nils Dacke, qui est tué en 1543 (Révolte de Nils Dacke).
Mgr Johannes Magnus meurt le 22 mars 1544 et son frère Olaus Magnus lui succède comme archevêque titulaire d'Upsal.
La Diète proclame la Suède « Royaume évangélique ». Le luthéranisme devient obligatoire et les catholiques se révoltent sans succès pour la cinquième et dernière fois. Plusieurs usages catholiques sont interdits comme l'eau bénite, l'encens, le culte des saints, la messe de requiem et de nombreux jours fériés sont abolis. Le roi Gustav Vasa et ses successeurs sont désignés comme étant le premier membre de Église luthérienne de Suède, mais pas le « summus episcopus » contrairement aux princes allemands. Le roi autorise de nouveau les religieuses et religieux à rompre leurs vœux, de quitter leur abbaye et de se marier. Alors que les moines catholiques convertis au luthéranisme, deviennent médecins, pasteurs ou enseignants, les religieuses ont rarement un autre choix que de se marier et restent plus souvent que les moines. L'abbaye de Skänninge (en) est fermée. Certaines de ses sœurs vont à l'abbaye de Vreta.
En 1549, la majorité des moines sont expulsés de la partie masculine de l'abbaye de Vadstena qui ferme en 1555, ne laissant ouverte que la partie féminine.
Le dernier archevêque catholique d'Uppsala, Olaus Magnus meurt en 1557 et n'est pas remplacé, mettant fin au diocèse catholique d'Uppsala.
En 1560, le roi Gustav meurt, laissant la place au règne d'Éric XIV qui suit la réforme de son père : les coutumes catholiques ne sont pas considérées comme contraires au luthéranisme.
En 1563, le concile catholique de Trente déclare la Bible comme source officielle de toutes les doctrines chrétiennes, le contraste entre l'ancien et le nouvel enseignement devient alors plus évident ; dans de nombreux pays un parti central émerge avec pour but un compromis afin de revenir vers l'Église catholique.
Le 4 octobre 1562, le prince luthérien Jean III se marie avec la catholique Catherine Jagellon et ils sont emprisonnés par le roi Éric XIV, frère aîné de Jean III. Le fils de Jean III, Sigismond, né en captivité, est élevé dans la foi catholique. Jean III s'évade et renverse Éric XIV au cours de l'été 1568.
Le roi luthérien Jean III prend des mesures pour que l'Église de Suède redevienne l' « église apostolique » d'autrefois et remet au goût du jour la « foi catholique suédoise ».
En 1571, l'ordonnance ecclésiastique du roi luthérien Jean III et de Laurentius Petri tente d'instaurer une nouvelle liturgie à mi-chemin entre la foi catholique et luthérienne (voir Ordonnance ecclésiastique suédoise de 1571 (en)).
En 1574, le roi Jean III organise un synode à Stockholm afin d'adopter certains articles qu'il encadre lui-même, mais les luthériens s'opposent, créant une lutte liturgique (en). En février 1575, lors d'un autre synode, le roi Jean III présente une nouvelle ordonnance ecclésiastique, la Nova Ordinantia, encore très proche de la liturgie de l’Église patristique, mais est acceptée avec beaucoup de mauvaise volonté. En 1575, les abbayes ont le droit de recevoir des novices.
En 1576, la nouvelle liturgie, appelée le « Livre rouge » (Röda boken), est créée à partir du missel romain, mais avec des modifications considérables. Le jésuite Laurentius Nicolai (en) ouvre un établissement d'enseignement supérieur, principalement théologique, comprenant un Collegium regium Stockholmense (en).
En dépit de l'opposition du duc Charles et des luthériens, ces mesures sont adoptées par le gouvernement suédois en 1577. Elles encouragent grandement le parti catholique en Europe, et Jean III est plus tard convaincu d'envoyer une ambassade à Rome afin d'ouvrir les négociations pour la réunification de l’Église Suédoise avec le Saint-Siège.
Le jésuite Antonio Possevino est envoyé à Stockholm pour compléter la conversion de Jean.
Celui-ci accepte d'embrasser la foi catholique uniquement sous certaines conditions, qui ne seront jamais remplies, et ces négociations caduques ont pour seul résultat la fureur des luthériens qui s'opposent encore davantage à la nouvelle liturgie, dont l'usage par toutes les congrégations du royaume sans exception, est néanmoins décrété par le Riksdag en 1582.
L'université d'Uppsalla est fermée quelque temps plus tard.
Durant cette période, le duc Charles et ses amis protestants sont en sous-nombre face aux promoteurs des médias (?).
En 1582, après la mort de ses deux dernières religieuses, l'abbaye de Vreta est donnée à l'Église luthérienne de Suède.
La mort de la reine catholique Catherine Jagellon en 1583 rompt le retour de la Foi catholique en Suède. 
Le dernier espoir réside en son fils, Sigismond, qui avec son père, Jean III, assiste a une messe catholique dans l'abbaye de Vadstena en 1587.
L'ordonnance ecclésiastique de 1571 est définie par le parlement suédois (Riksdag) en 1591.
En 1592, le roi luthérien Jean III trépasse, laissant le trône à son fils, Sigismond, un catholique roi de Pologne. 
Conformément au statut de Kalmar (sv) signé par Sigismond, la Suède luthérienne conserve ses lois et ses coutumes. 
La Suède peut jouir de sa religion sous réserve des changements que le Conseil privé peut y apporter, mais ni le pape, ni le Conseil ne peuvent revendiquer ou exercer le droit de libérer Sigismond de ses obligations envers ses sujets suédois.
En l'absence de Sigismond, la Suède n'est pas administrée par des Polonais, mais par un Conseil de sept Suédois, six élus par le roi et un par son oncle, Charlesduc luthérien de Södermanland, et chef de la Suède. 
Aucune nouvelle taxe ne peut être perçue en Suède pendant l'absence de Sigismond, et la Suède ne peut, à aucun moment, être administrée depuis la Pologne. 
Toute altération de ces articles nécessite le consentement de Sigismond, du duc Charles, des États et de la bourgeoisie suédoise.
En 1593, le duc Charles rassemble quatre évêques luthériens et trois cents pasteurs au synode d'Uppsala : la liturgie de 1571 (Ordonnance ecclésiastique suédoise de 1571 (en)) est maintenue sans la Nova Ordinantia ni le Röda boken. Les Saintes Écritures et les trois croyances primitives sont déclarées comme étant les véritables fondements de la foi chrétienne, la confession d'Augsbourg est adoptée. Seule l'Église luthérienne est autorisée comme religion d'État de la Suède : aucun Suédois n'a le droit de quitter l'Église luthérienne. Le catholicisme, le calvinisme et le zwinglianisme sont officiellement interdits. Tout Suédois qui souhaite devenir fonctionnaire (militaire, police, éducation, etc.) doit être luthérien. L'université d'Uppsalla est rouverte et le séminaire catholique est fermé.
Lorsque le roi catholique Sigismond découvre le synode d'Uppsala, il considère ce rassemblement comme une atteinte à ses prérogatives. À son arrivée en Suède, il essaye d'abord de gagner du temps en confirmant ce qui avait été fait. En 1594, Sigismond promet que la Suède pourra continuer à garder sa confession protestante.
Cependant son oncle, le duc luthérien Charles rassemble une armée et vainc Sigismond à la bataille de Stångebro (en). Le roi Sigismond accepte la paix de Linköping (en) qui lui interdit de gouverner la Suède depuis l'étranger et rentre en Pologne pour ne plus jamais revenir.
Le duc Charles ordonne la dissolution de la dernière abbaye de Suède, l'abbaye de Vadstena (Dissolution des monastères). En 1595, l'abbesse et la majorité des onze religieuses partirent. Parmi elles, l'une épouse un officier de Charles, une autre devint dame d'honneur de la reine Christine de Holstein-Gottorp. Seule resta Karin Johansdotter (en) dans l'abbaye, comme gardienne des jardins.

### Persécutions anti-catholiques (1599 - 1781)
Déposé du trône suédois en 1599, le roi Sigismond tente de le récupérer par une guerre polono-suédoise (1600-1611), sans succès. Les catholiques suédois sont au mieux déportés, ou au pire exécutés.
En 1605, Karin Johansdotter (en) quitte l'abbaye de Vadstena qui est fermée. Plus tard, l'abbaye devint un foyer pour anciens combattants avec une école pour leurs enfants, puis un hôpital et enfin un musée (Vadstena klostermuseum).
En 1617, les derniers catholiques suédois refusant de se convertir au luthéranisme sont punis de mort. La foi catholique quitte presque complètement la Suède contrairement à l'Angleterre, beaucoup plus tolérante, qui permet aux familles de conserver la foi catholique de manière semi-clandestine. De petits groupes demeurent fidèles à la foi catholique de leurs ancêtres et c'est pour eux que la congrégation de la Propaganda Fide institue en 1622 les Missions du Nord, confiées à trois nonces apostoliques, dont le nonce de Varsovie qui a le soin pastoral des missions de la Suède et du Mecklembourg.
En 1624, le maire Zackarias Anthelius et le secrétaire royal Göran Bähr sont tous deux condamnés à la peine de mort pour s'être convertis à la foi catholique.
En 1632, Christine de Suède devient roi (sic) de Suède. Souhaitant devenir catholique, elle abdique en 1654, et se retire à Rome.
Le nombre de fidèles catholiques augmentant (avec les migrations), la Propaganda Fide érige un vicariat apostolique de la Germanie septentrionale dans lequel est incorporée la Suède, dit vicariat « des Missions du Nord », en 1667, avec son siège à Brême.

### Vicariat apostolique de Suède (1783 - 1953)
En 1781, la « Loi sur la tolérance » (Acte de Tolérance (en)) du roi Gustave III accorde la liberté de culte aux étrangers catholiques et juifs qui viennent en Suède. Le Saint-Siège détache la Suède du vicariat et l'élève au rang de « préfecture apostolique », puis en 1783, de « vicariat apostolique de Suède ». Son premier évêque catholique est Nicolaus Oster.
D'après l'article IV de l'acte de succession de 1810, le roi et les membres de la dynastie doivent être protestants de « foi évangélique pure » (c'est-à-dire de l'Église de Suède). En 1860, la Suède décriminalise la conversion à la foi catholique.
En 1923, la sœur Élisabeth Hesselblad fonde une communauté à Djursholm de l'ordre de Sainte-Brigitte. En 1935, des sœurs de l'ordre de Sainte-Brigitte établissent un couvent appelé « Paix de Marie » près de l'ancienne abbaye de Vadstena.
En 1940, le droit de devenir fonctionnaire est ouvert aux non-luthériens. En 1951, une loi institue la liberté de religion : les Suédois ont le droit de quitter l'Église luthérienne.

### Diocèse catholique de Stockholm (depuis 1953)
En 1953, le « vicariat apostolique » devient un diocèse. En 1960 est créée la conférence ecclésiastique des évêques de Scandinavie (en). En 1977, l'ouverture des couvents est autorisée.
Depuis l'an 2000, la Suède n'a plus de religion d'État. Le diocèse catholique de Stockholm est officiellement enregistré par l'État comme « Église catholique romaine » (suédois : « Romersk-katolska kyrkan »). En 2016, sœur Élisabeth Hesselblad est canonisée par le pape François.

## Statistiques
La Suède est désormais fortement déchristianisée, elle compte 30 à 47% de sans-religions et les baptêmes sont en chute libre, tandis que la pratique de la confirmation luthérienne s'effondre.
En 2015, avec 113 000 catholiques (1,15 % de la population) dont seuls 10 000 catholiques sont d’origine suédoise, l'Église catholique en Suède est la quatrième confession religieuse après l'Église luthérienne suédoise (63,2 %), l'islam (5,1%) et les orthodoxes (1,2 %). L'Église catholique en Suède dispose d'un évêque, Mgr Anders Arborelius (cardinal depuis le 28 juin 2017), qui siège à la cathédrale Saint-Éric de Stockholm et de 73 prêtres qui portent leur ministère dans 45 paroisses et il y a plus de 300 religieux et religieuses presque tous d'origine étrangère, dont quelques cisterciens français.